# 後藤萌咲
後藤萌咲（日语：／ Gotō Moe */?，2001年5月20日—）是日本女藝人，為女子偶像團體AKB48前成員，愛知縣名古屋市出身，所屬經紀公司為mewgull。

## 經歷
2013年
- 11月10日，於「AKB48集團選秀會議（日语：AKB48のオーディション#AKB48グループ ドラフト会議）」中，由AKB48 Team K在第一輪指名獲選。

2014年
- 2月20日，於『大島Team K「Waiting」公演』中，與同為Team K選秀生的下口緋奈奈首度站上AKB48的劇場舞台。
- 2月24日，於Zepp DiverCity Tokyo（日语：Zepp）舉辦的「AKB48集團大組閣祭」中，宣布由選秀生昇格至Team K[3]。
- 5月7日，於『橫山Team K「RESET」公演』初日登場，首次以正式成員身分登台演出[4]。

2015年
- 3月26日，於埼玉超級競技場舉辦的「AKB48春季單獨演唱會～次期總現正修行中！～」演唱會上宣布新的組閣人事異動上，獲宣布所屬分隊由Team K轉移至Team B[5]。
- 10月25日，宣布新的十二人官方組合「昆蟲學校（日语：虫かご (AKB48グループの派生ユニット)）」正式成立，組合的另外十一名成員分別是AKB48福岡聖菜、込山榛香、坂口渚沙、SKE48的小畑優奈與後藤樂樂、NMB48的植村梓與藪下柊、HKT48的荒卷美咲與今村麻莉愛、NGT48的小熊倫實與高倉萌香[6]。
- 12月26日，獲選為『Team B「正在戀愛中」公演』的初日公演成員之一[7]。

2017年
- 6月17日，在AKB48第49張單曲選拔總選舉拿下第76名，進入Upcoming Girls組，首次在AKB48選拔總選舉入榜。
- 12月8日，在AKB48劇場12周年特別紀念公演上宣布的第五次組閣（分隊編組調整）上，獲宣布所屬分隊由Team B轉移至Team A[8]。

2018年
- 6月16日，在AKB48第53張單曲世界選拔總選舉拿下第65名，進入Upcoming Girls組，同時首次獲得擔綱歌曲Center（中心成員）的資格。
- 獲選成為韓日合作選秀節目《PRODUCE 48》的參賽者，最終於第三次綜合評價止步，名次為第24名。

2019年
- 3月15日，於官方SHOWROOM頻道上宣布成為時尚雜誌《JELLY（日语：JELLY (雑誌)）》的常規模特兒（レギュラーモデル）。
- 5月21日，於當日的Team A劇場公演上（該場公演亦為後藤的生誕祭），宣布將從AKB48畢業[9]。
- 8月13日，於當日的Team A劇場公演結束後，正式自AKB48畢業。
- 11月11日，於個人SHOWROOM頻道上宣布正式成為演藝經紀公司TWIN PLANET旗下藝人[10]。

2025年
- 3月1日，加盟經紀公司mewgull（日语：mewgull）[11]。

## 人物
- 喜歡的顏色是粉紅色與水色[12]。
- 是家中的獨生女[13]。
- 因為受母親的影響而喜歡上松田聖子[14]，並在《AKBINGO!》的歌唱比賽單元中演唱了《天使的WINK（日语：天使のウィンク）》[15]。

### AKB48集團相關
- 曾參加SKE48第6期研究生試鏡會，於第二次審查時落選[16]。
- 尊敬的成員是前SKE48的松井玲奈[17]。
- AKB48集團各姊妹團分別喜歡的成員是：AKB48的島田晴香、SKE48的松井玲奈、NMB48的山本彩與HKT48的田島芽瑠[12]。

## 參與歌曲
- 標註有「★」符號者表示該首歌曲有拍攝MV。

### AKB48單曲
|      | 發行日期       | 單曲名稱        | 參與歌曲名稱           | 名義            | 收錄於        | MV | 備註                      |
| ---- | -------------- | --------------- | ---------------------- | --------------- | ------------- | -- | ------------------------- |
| 36th | 2014年05月21日 | 拉布拉多獵犬    | 心愛的對手             | Team K          | Type K        | ★  |                           |
| 38th | 2014年11月26日 | 希望無限        | 現在、Happy            | 玫瑰組          | Type A 劇場盤 | ★  |                           |
| 38th | 2014年11月26日 | 希望無限        | 第一次兜風             | Team K          | Type B        | ★  |                           |
| 42nd | 2015年12月09日 | 紅唇Be My Baby  | 金色翅膀的人啊         | Team B          | Type C        | ★  |                           |
| 42nd | 2015年12月09日 | 紅唇Be My Baby  | 直到剛才還是Ice Tea    | 昆蟲學校        | 劇場盤        |    |                           |
| 43nd | 2016年03月09日 | 你就是旋律      | LALALA訊息             | AKB48次世代選拔 | 全版本        | ★  |                           |
| 44th | 2016年06月01日 | 不需要翅膀      | 一談戀愛就變傻         | Team B          | Type A        | ★  |                           |
| 46th | 2016年11月16日 | High Tension    | 壓抑不了的衝動         | Waiting Circle  | 全版本        | ★  |                           |
| 47th | 2017年03月15日 | Shoot Sign      | 意外發生中             | AKB48 U-19      | Type D Type E | ★  |                           |
| 48th | 2017年05月31日 | 空有願望        | 明滅女人香             |                 | Type B        | ★  |                           |
| 49th | 2017年08月30日 | ＃就是喜歡你    | 月光假面               | Upcoming Girls  | Type C        | ★  |                           |
| 50th | 2017年11月22日 | 11月的腳鏈      | 法定速度與優越感       | U-17選拔        | Type E        | ★  |                           |
| 51st | 2018年03月14日 | Ja-Ba-Ja        | Position               | AKB48新生代選拔 | Type D·E      | ★  |                           |
| 52nd | 2018年05月30日 | Teacher Teacher | 浪漫準備中             | Team A          | Type A        | ★  |                           |
| 53rd | 2018年09月19日 | 感傷列車        | 一季夏日               | Upcoming Girls  | Type C        | ★  | 首次擔任Center            |
| 54th | 2018年11月28日 | NO WAY MAN      | 一下就被看穿真是對不起 | PRODUCE48選拔   | Type A        | ★  | 與村瀨紗英 共同擔任Center |

### AKB48專輯
|      | 發行日期       | 專輯名稱                     | 參與歌曲名稱 | 名義   | 收錄於          | 備註 |
| ---- | -------------- | ---------------------------- | ------------ | ------ | --------------- | ---- |
| 06th | 2015年01月21日 | 這裡是羅德斯島、在這裡跳吧！ | Conveyor     | Team K | Type A          |      |
| 06th | 2015年01月21日 | 這裡是羅德斯島、在這裡跳吧！ | Birth        |        | Type A          |      |
| 07th | 2015年11月18日 | 0與1之間                     | 愛樂成癮     | Team B | MILLION SINGLES |      |

## 劇場公演分組曲
| 公演名稱                               | 參與歌曲名稱   | 備註                     |
| -------------------------------------- | -------------- | ------------------------ |
| 選秀生時期                             |                |                          |
| Team K「Waiting」公演Ⅱ「最終鐘聲鳴響」 | 狼與自尊       |                          |
| 橫山Team K時期                         |                |                          |
| 「RESET」公演                          | 逆轉的王子殿下 |                          |
| 木崎Team B時期                         |                |                          |
| Team B 6th Stage「正在戀愛中」公演     | 7點12分的初戀  |                          |
| Team B 6th Stage「正在戀愛中」公演     | 春天到來之前   | 柏木由紀與渡邊麻友的代演 |
| Team K 8th Stage「最終鐘聲鳴響」公演   | 22人姐妹之歌   | 高城亞樹的代演           |

## 演出

### 綜藝及節目資訊
- 《AKB48 旅少女（日语：AKB48 旅少女）》（2015年4月12日，日本電視台）
- 《AKB48的你、是誰？》（2014年5月14日－2016年6月30日，NOTTV）：不定期演出
- 《AKBINGO!》（2014年7月29日－，日本電視台）：不定期演出
- 《AKB48 SHOW!》（2014年9月6日－，NHK）：不定期演出
- 《AKB48神TV》（家庭劇場（日语：ファミリー劇場））
  - Season18（2015年4月5日、4月26日、5月17日）
  - Season19（2015年7月19日、8月2日）
  - Season20（2015年10月18日、11月22日、12月13日、12月20日、12月27日、2016年1月3日）
  - Season21（2016年2月28日、3月20日、3月27日）
  - Season22（2016年6月12日、6月19日）
- 《AKB48的今夜來外宿》（2015年10月6日－10月19日，日本電視台）
- 《有吉AKB共和國》（2015年11月24日－2015年12月1日，TBS電視台）
- 《AKB觀光大使（日语：AKB観光大使）》（2016年7月28日，富士電視ONE（日语：フジテレビONE））
- 《PRODUCE 48》（2018年6月15日 - 8月31日，韓國Mnet）